# Роберт де Бомон, 3-й граф Лестер
Роберт (III) де Бомон (англ. Robert de Beaumont) или Роберт де Бретёй (англ. Robert de Breteuil; ок. 1130 — 31 августа 1190), 3-й граф Лестер и наследственный главный стюард Англии с 1168 года, англо-нормандский аристократ, сын Роберта де Бомона, 2-го графа Лестера, от брака с Амицией де Монфор. Также известен как Роберт Белорукий (фр. Robert ès Blanchemains). В 1150-е году он женился на Петронилле де Гранмениль, благодаря чему унаследовал владения Гранменилей в Нормандии.
Вместе с женой Роберт был активным участником восстания сыновей короля Генриха II Плантагенета 1173—1174 годов, поддерживая мятежников. В октябре 1174 года он попал в плен к сторонникам короля. Свободу Роберт получил только в декабре. Часть владений ему были возвращены только в 1177 году, оставшиеся он получил в 1189 году после того, как королём стал Ричард I Львиное Сердце. Когда начался Третий крестовый поход, Роберт, в отличие от своего наследника, Роберта (IV), отправился в него отдельно от короля. По дороге 31 августа 1190 года он умер в Дураццо.

## Происхождение
Роберт происходил из знатного англо-нормандского рода Бомонов, владевшего землями как в Англии, так и в Нормандии, и получившего прозвание от замка Бомон-ле-Роже. Его происхождение выводится от нормандца Торольда, сеньора де Понт-Одемара, правнук которого, Роберт де Бомон был активным участником Нормандского завоевания Англии, получив в награду обширные владения в новом королевстве, по большей части сосредоточенные в Уорикшире и Лестершире. Он был фигурой огромной политической важности, во время правления Генриха I получив титул графа Лестера. От матери Роберт унаследовал графство Мёлан. У Роберта родилось двое сыновей близнецов, один из которых, Роберт, унаследовал большую часть английских владений отца и титул графа Лестера. Как и отец, он играл важную роль при английском дворе. Хотя во время гражданской войны 1135—1154 годов Робер поддерживал короля Стефана, ему удалось сохранить положение и при Генрихе II Плантагенете.
Роберт был женат на Амиции де Монфор, дочери Рауля II, сеньора Монфора и Гаэля, которая была наследницей нормандской части Бретёя. В этом браке родился единственный сын Роберт, 3-й граф Лестер, и 2 дочери.

## Молодые годы
Точный год рождения Роберта неизвестен. Его родители поженились около 1121 года, он имел несколько старших сестёр. Впервые он упоминается в акте своего отца об основании Лестерского аббатства, датированном примерно 1139 годом. Тогда ему было около 10 лет, на основании чего предполагается, что Роберт мог родиться около 1130 года.
Весной 1153 года Роберт принимал активное участие в событиях в Бристоле. Тогда герцог Нормандии Генрих Плантагенет (будущий король Генрих II) подтвердил для Роберта независимо от его отца права на Бретёй и Паси-сюр-Эр в Нормандии. Согласно актам, в ноябре 1153 года Роберт был в Уинчестере, из чего можно сделать вывод о том, что он участвовал в летней кампании отца. После 1154 года он, вероятно, занимался управлением нормандскими владениями семьи. Также не позднее 1159 года Роберт женился на Петронилле де Гранмениль, наследнице владений Гранменилей в Нормандии. Судя по актам, датированным концом 1150-х — началом 1160-х годов, у Роберта было достаточно богатства, чтобы вести собственное хозяйство. Согласно печати, которую он использовал ранее смерти отца, в это время Роберт принял родовое прозвище Бретёй. Этим он подчёркивал своё происхождение от Уильяма Фиц-Осберна. Также он известен как Роберт Белорукий (фр. Robert ès Blanchemains), однако данное прозвище упоминается в источниках, только начиная с XIV века.
В марте 1163 года Роберт засвидетельствовал Дуврское соглашение для Генриха II, а в 1164 году был в Нормандии, где сделал пожалование аббатству Ле Дезер, где похоронил своего умершего младенца.
После смерти отца в апреле 1168 года Роберт унаследовал все его владения и титул графа Лестера.

## Мятеж сыновей Генриха II 1173—1174 годов
В отличие от отца, новый граф Лестер не оказывал большого влияния на двор короля Генриха II. Возможно, что его тесные связи с Нормандией привели Роберта в стан нормандской знати, которая поддержала восстание Генриха Молодого, наследника Генриха II. Кроме того, во главе нормандской знати стоял Роберт II де Бомон, граф Мёлана, двоюродный брат графа Лестера.
Восстание началось в марте 1173 года. В нём участвовал Генрих Молодой, его поддерживала мать, Алиенора Аквитанская, двое братьев, король Франции Людовик VII и ряд его вассалов. Граф Лестер в это время находился в Англии, но вскоре он вместе с камергером короля Гильомом II де Танкарвилем попросили у главного юстициария Англии Ричарда де Люси разрешения выехать в Нормандию. Хотя они и принесли клятву верности королю, но прибыв в Нормандию они сразу отправились к Генриху Молодому. Узнав о случившемся, Генрих II приказал конфисковать владения отступников, их имущество продать, а на людей наложить большие штрафы.
Когда до юстициария дошло известие об измене Лестера, он вместе с графом Реджинальдом Корнуольским, дядей короля, для «войны с Лестером» собрал армию и 3 июня осадил Лестер. Хотя армия была большая, но штурм города успеха не принёс. Только 28 июля, когда армия Люси подожгла город, жители запросили мира. Городские стены были снесены, жителей заставили выплатить 300 марок и отпустили. Но замок Лестер был неприступен, хотя запершиеся там рыцари согласились заключить перемирие. Сам граф Лестер пребывал в замке Бретёй. Однако замок был плохо защищён, и когда 8 августа армия Генриха II, двигаясь на Вернёй, завернула к находящемуся на половине дороги Бретёю, Лестер оставил замок на произвол судьбы и бежал во Фландрию к графу Филиппу.
В сентябре Роберт присутствовал на встрече Генриха II с сыновьями в Жизоре. Сообщается, что в конце встречи он якобы вышел из себя и попытался вынуть меч, чтобы напасть на Генриха II, но ему помешали это сделать. Затем он вернулся во Фландрию, вместе с женой Петрониллой и несколькими французскими и нормандскими рыцарями по поручению французского короля набрали армию из фламандских и голландских наёмников, после чего отплыли в Англию.
26 сентября они высадились на побережье Англии в Оруэле (Саффолк). В замке Фрамлингем к ним присоединился Гуго Биго, граф Норфолк, набравший для обороны своих владений фламандских наёмников. 13 октября они осадили хамок Хогли, через 4 дня он был захвачен и сожжён, а 30 рыцарей, защищавших его, взяты в плен для получения выкупа. Однако дальше дорогу на Бери-Сент-Эдмундс преградила армия сторонников короля, в результате мятежники были вынуждены вернуться во Фрамлингем. Во Фрамлингеме между графами Лестера и Норфолка и, вероятно, их женами, произошла ссора. Пребывание графа и графини Лестер в замке, по сообщению хрониста Радульфа из Дисето, оказалось для графа и графини Норфолк обременительным. Графа Норфолка, который был полным хозяином в Восточной Англии, текущее положение устраивало, хотя ему и хотелось, чтобы вернулись «добрые старые времена короля Стефана». В итоге граф Лестер с женой решили отправиться к замку Лестер, чтобы спасти осаждённых там рыцарей. Навстречу графу Лестеру к Бери-Сент-Эдмундс в это время двигалась армия, которой командовал констебль Англии Хамфри де Богун. К нему также присоединились графы Реджинальд Корнуольский, Уильям Глостер и Уильям Арундел. Чтобы обойти их армию, граф Лестер повернул на север, но сторонники короля выступили за ними.
17 октября около Форнема Святой Женевьевы (несколько миль севернее Бери-Сент-Эдмундс) армии встретились. Армия Богуна изначально насчитывала 300 человек, но к ним присоединились воины и крестьяне из Восточной Англии. В результате завязавшейся битвы фламандские наёмники Лестера были разгромлены, а затем убиты местным населением, а граф Лестер, его жена и их рыцари были захвачены в плен. Графиня Петронилла пыталась бежать, но упала в канаву и чуть не утонула, потеряв при этом свои кольца.
Изначально графа и его жену отправили в замок Портчестер, откуда их послали в Нормандию, где они были помещены в Фалезском замке, в котором уже содержался пленённый ранее Гуго де Кевильок, граф Честер. Когда Генрих II в конце июня 1174 года вернулся со двором в Англию, он не рискнул оставлять там пленников, опасаясь, что их может освободить король Франции или они сами сбегут. В результате граф Лестер с женой, Гуго Честерский, и некоторые другие мятежники по приказу короля были доставлены в Барфлёр с указанием не снимать с них цепей. Оттуда они 8 июля отплыли, вечером добравшись до Портсмута. Король позаботился, чтобы пленники были под надёжной охраной. Граф Лестер и его жена были размещены в замке Портчестер.
В июле Генрих II засвидетельствовал сдачу замков Лестер, Маунтсорел и Гроуби. Когда Генрих II смог подавить восстание в Англии, он решил вернуться в Нормандию, где Руан был осаждён французами. Он вновь забрал с собой мятежников, включая графа Лестера. Отплыли 8 августа из Портсмута в Барфлёр. Роберт сначала был заключён в Кане, затем опять содержался в Фалезе. Когда Генрих II заключил 29—30 сентября мир со своими сыновьями, было объявлено о прощении их врагов, однако граф Лестер с некоторыми мятежниками в число прощённых не попали. Только после того, как находившийся также в Фалезе пленный король Шотландии Вильгельм Лев признал себя вассалом короля Англии, Генрих II отпустил 11 декабря его с другими мятежниками. В их числе получил свободу и граф Лестер.

## Последние годы
Король снёс замки Лестер и Гроуби, а Маунтсоррель в Англии и Паси-сюр-Эр в Нормандии он сохранил у себя. Только в январе 1177 года Роберту были возвращены его владения, но из всех замков ему был оставлен только Бретёй — центр его нормандских владений.
В марте и сентябре 1177 года граф Лестер появлялся при дворе, но позже он там не упоминается. В 1179 году он отправился в паломничество в Иерусалим, в котором пробыл, по крайней мере, до 1181 года, когда его земли и наследник упоминаются в актах, как находящиеся в руках короля. Когда в 1183 году вспыхнула новая война между Генрихом II и его сыновьями, король вновь арестовал графа Лестера и его жену, поместив их отдельно в замки Солсбери и Бедфорд. Освобождены они были только в 1184 году не позднее сентября.
После 1183 года граф Лестер сблизился с принцем Ричардом, ставшим после смерти старшего брата Генриха Молодого наследником Генриха II. Вместе с ним Роберт в 1188 году принял крест. Когда Ричард после смерти Генриха II в 1189 году унаследовал корону, он вернул графу Лестеру все потерянные владения. На коронации Ричарда I граф Лестер нёс его меч, затем он сопровождал короля в Нормандию. Когда начался Третий крестовый поход, граф Лестер, в отличие от своего наследника, Роберта (IV), отправился в него отдельно от короля. По дороге он 31 августа 1190 года умер в Дураццо.
Жена Роберта, Петронелла, умерла в 1212 году. От их брака родилось несколько сыновей и дочерей. Наследовал Роберту старший сын Роберт.

## Брак и дети
Жена: ранее 1155/1159 Пернель (Петронилла) де Гранмениль (ум. 1 апреля 1212), дочь Гуго де Гранмениля. Дети:
- Гильом (Уильям) де Бретёй (ум. ок. 23 ноября 1189)[К 3];
- Роберт (IV) де Бретёй (ум. 20/21 октября 1204), 4-й граф Лестер с 1190), лорд-сенешаль Англии
- Роджер де Бретёй[англ.] (ум. после 1198/1202), канцлер Шотландии, епископ Сент-Эндрюса
- Амиция де Бомон (ум. 3 или 10 сентября 1215); 1-й муж: ранее 1170 Симон (IV) де Монфор (ум. 1188), сеньор де Монфор-л’Амори с 1181; 2-й муж: ранее 13 января 1188 Гильом II де Барре (ум. 23 марта 1234), граф де Рошфор, сеньор д’Уассери и де ла Ферте-Алаис. Потомки Амиции де Бомон и Симона де Монфора в 1204 году унаследовали владения и титул графов Лестер
- Маргарита де Бомон (до 1172 — 12 января или 12 февраля 1235); муж: Сэйр IV де Квинси (ок. 1165/1170 — 3 ноября 1219), 1-й граф Уинчестер
- Хависа де Бомон, монахиня
- Пернель де Бомон

## Комментарии
1. ↑  Замок Бретёй достался Роберту в качестве наследства матери, дед которой, Ральф II де Гаэль, унаследовал замок как приданое жены, дочери Уильяма Фиц-Осберна, 1-го графа Херефорда.
2. ↑  Филипп Фландрский был одним из вассалов Людовика VII, активно поддерживающих восстание Генриха Молодого.
3. ↑  Согласно генеалогии шотландского рода Гамильтонов их родоначальник, сэр Гилберт де Гамильтон, был сыном Уильяма[11][12].